# Aphonopelma moderatum
Aphonopelma moderatum là một loài nhện trong họ Theraphosidae.
Loài này thuộc chi Aphonopelma. Aphonopelma moderatum được Ralph Vary Chamberlin & Wilton Ivie miêu tả năm 1939.